# Mutterer Straße
De Mutterer Straße (L227) is een 5,18 kilometer lange Landesstraße (lokale weg) in het district Innsbruck Land in de Oostenrijkse deelstaat Tirol. De weg begint ten noorden van Mutters (830 m.ü.A.). In hetzelfde dorp sluit de weg aan op de Neugötzener Straße (L304). Vandaar loopt de weg in zuidelijke richting omhoog over het grondgebied van de gemeente Mutters, tot bij de buurtschappen Kreith (991 m.ü.A.) en Kohlstattsiedlung.